# Nemesia daedali
Nemesia daedali là một loài nhện trong họ Nemesiidae.
Nemesia daedali được miêu tả năm 1995 bởi Decae.